# Runham
Runham är en by i civil parish Mautby, i distriktet Great Yarmouth, i grevskapet Norfolk i England. Byn är belägen 7 km från Great Yarmouth. Runham var en civil parish fram till 1935 när blev den en del av Mautby och Reedham. Civil parish hade 308 invånare år 1931. Byn nämndes i Domedagsboken (Domesday Book) år 1086, och kallades då Romham/Ronham.